# Władimir Masłaczenko
Władimir Nikitowicz Masłaczenko (ros. Владимир Никитович Маслаченко, ukr. Володимир Микитович Маслаченко, Wołodymyr Mykytowicz Masłaczenko; ur. 5 marca 1936 w Wasylkiwce, w obwodzie dniepropetrowskim, Ukraińska SRR, zm. 28 listopada 2010 w Moskwie) – radziecki piłkarz pochodzenia ukraińskiego, występujący na pozycji bramkarza, reprezentant Związku Radzieckiego. Uczestnik mistrzostw świata 1958, mistrzostw świata 1962 oraz mistrzostw Europy 1960. Komentator sportowy.

## Kariera piłkarska

### Kariera klubowa
Wychowanek klubu Budiwelnyk Krzywy Róg. Karierę rozpoczął w Spartaku Krzywy Róg w 1952. W następnym roku przeszedł do Metałurha Dniepropetrowsk, skąd w 1957 przeniósł się do Lokomotiwu Moskwa. W 1962 roku odszedł do ich lokalnego rywala – Spartaka, w którym w 1968 zakończył karierę piłkarską.

### Kariera reprezentacyjna
W reprezentacji „Sbornej” rozegrał tylko 8 spotkań, ale był w kadrze na dwa mundiale i jedne (pierwsze w historii) mistrzostwa Europy skąd piłkarze radzieccy przywieźli złoty medal.

## Sukcesy i odznaczenia
- Wysszaja Liga 1962
- Puchar ZSRR 1957, 1963 i 1965
- Bramkarz Roku w ZSRR 1961
- Zasłużony Mistrz Sportu
- Order Przyjaźni
- Order „Znak Honoru”
- Medal Orderu „Za Zasługi dla Ojczyzny”
- Medal „Za pracowniczą dzielność”